# The Holocaust (álbum)
The Holocaust es un álbum de estudio colaborativo del dúo estadounidense de producción de hip hop Blue Sky Black Death y el rapero estadounidense The Holocaust. Fue lanzado por Babygrande Records en 2006. Debido a una petición de un fan a Babygrande Records, los instrumentales del álbum fueron lanzados el 24 de junio de 2008.

## Lista de canciones
| N.º | Título                   | Duración |  |
| 1.  | «Plunder»                | 3:08     |  |
| 2.  | «Twilight Zone»          | 4:10     |  |
| 3.  | «We Are All Well Known»  | 4:52     |  |
| 4.  | «What Can the Matter Be» | 3:22     |  |
| 5.  | «God Be with You»        | 3:52     |  |
| 6.  | «Monarchs»               | 3:05     |  |
| 7.  | «No Image»               | 6:02     |  |
| 8.  | «The Ocean»              | 3:39     |  |
| 9.  | «Sinister»               | 4:27     |  |
| 10. | «Smoking Room»           | 3:07     |  |
| 11. | «Lady of the Birds»      | 1:21     |  |
| 12. | «The Worst»              | 3:23     |  |
| 13. | «Killer Moth»            | 2:48     |  |
| 14. | «Wing to Wingfeather»    | 3:43     |  |
| 15. | «Crash»                  | 6:55     |  |